# لص بغداد (فلم 2020)
لص بغداد فيلم كوميدي أكشن مصري من إنتاج سنة 2020. الفيلم من إخراج أحمد خالد موسى، وتأليف تامر إبراهيم، وإنتاج أحمد بدوي، ومن بطولة محمد إمام، وياسمين رئيس، وأحمد العوضي، وأمينة خليل، ومحمد عبد الرحمن.

## ملخص القصة
في جو من التشويق والإثارة تدور أحداث الفيلم، حول مغامرة كوميدية تقع عندما يهم أبطال الفيلم لكشف الغموض عن مقبرة الإسكندر الأكبر التي يبحث عنها العالم منذ قرون طويلة. حصل على تقييم 4.5 من 5 حسب موقع تقييمي.

## طاقم التمثيل
- محمد إمام بدور يوسف الراوي[3]
- ياسمين رئيس بدور سلمي
- محمد عبد الرحمن بدور مجدي
- أحمد العوضي بدور عيسى
- أمينة خليل بدور نادية[4]
- فتحي عبد الوهاب بدور خالد[5]
- بيومي فؤاد بدور عم جابر
- سعد المختار
- صلاح عبد الله (ضيف شرف
- أحمد رزق بدور والد يوسف

## الإنتاج

### المؤثرات البصرية
صرحت شركة سينرجي للإنتاج الفني المنتجة للفيلم أن أعلى تقنيات الجرافيك في العالم سوف تستخدم في فيلم لص بغداد لأول مرة في مصر والشرق الأوسط. أظهر الإعلان التشويقي الأول للفيلم قوة المؤثرات البصرية المستخدمة.

## التسويق
أعلنت شركة سينرجى فيلمز المنتجة للفيلم عن الملصق الدعائي الرسمي لفيلم لص بغداد عبر صفحتها الرسمية على موقع فيسبوك.
تم طرح الإعلان التشويقي الأول للفيلم على قناة محمد إمام على موقع اليوتيوب في 22 نوفمبر 2019، وحقق الإعلان 271,393 مشاهدة خلال 5 أيام من عرضه. طرح الممثل محمد إمام الإعلان التشويقي الأول للفيلم، عبر صفحته الشخصية على موقع التواصل الاجتماعي فيسبوك وتويتر، معلقًا إمام على الإعلان قائلًا: «توكلنا على الله المغامرة التي لم تتخيلها على وشك أن تبدأ»، 
وفي 6 يناير، 2020، طرحت سينرجى فيلمز الإعلان الرسمي للفيلم على موقع اليوتيوب محققًا 380 ألف مشاهدة خلال ثلاث أيام. تم طرح الفيلم في 22 يناير، 2020، في جميع دور العرض السينمائي، حيث تم توزيعه في 300 دور عرض على مستوى الوطن العربي منها 110 داخل مصر.

## وصلات خارجية
- مقالات تستعمل روابط فنية بلا صلة مع ويكي بيانات